# Live in Concert 2006
Live in Concert 2006 è un album dal vivo della cantante e attrice statunitense Barbra Streisand, pubblicato nel 2007 dalla Columbia Records.

## Tracce

### Disco 1
1. Funny Girl Broadway Overture
2. Starting Here, Starting Now
3. Opening Remarks
4. Down With Love
5. The Way We Were
6. Songwriting (Dialogue)
7. Ma Première Chanson
8. Evergreen (feat. Il Divo)
9. Come Rain or Come Shine
10. Funny Girl (Dialogue)
11. Funny Girl
12. The Music That Makes Me Dance
13. My Man
14. People (Dialogue)
15. People

### Disco 2
1. Entr'acte
2. The Music of the Night (feat. Il Divo)
3. Jason's Theme
4. Carefully Taught / Children Will Listen
5. Unusual Way
6. What Are You Doing the Rest of Your Life?
7. Happy Days Are Here Again
8. (Have I Stayed) Too Long at the Fair?
9. William Saroyan (Dialogue)
10. The Time of Your Life
11. A Cockeyed Optimist
12. Somewhere (Dialogue)
13. Somewhere (feat. Il Divo)
14. My Shining Hour
15. Don't Rain on My Parade (Reprise)
16. Smile